# 天保大饑荒

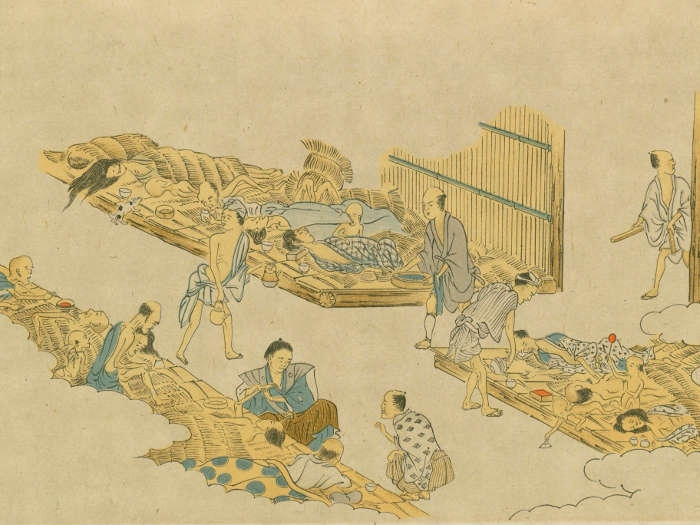
描繪了救小屋的收容情況的渡邊崋山畫作《荒歳流民救恤圖》

天保大饑荒（日语：／ Tenpoo no Daikikin），又稱天保飢荒、天保大饑饉、天保饑饉，是日本江戶時代後期的一場饑荒，發生於天保4年（1833年）至天保7年（1836年），如果連同發生的前後數年的話，又稱為七年饑渇，江戶四大饑荒之一。

## 歷史

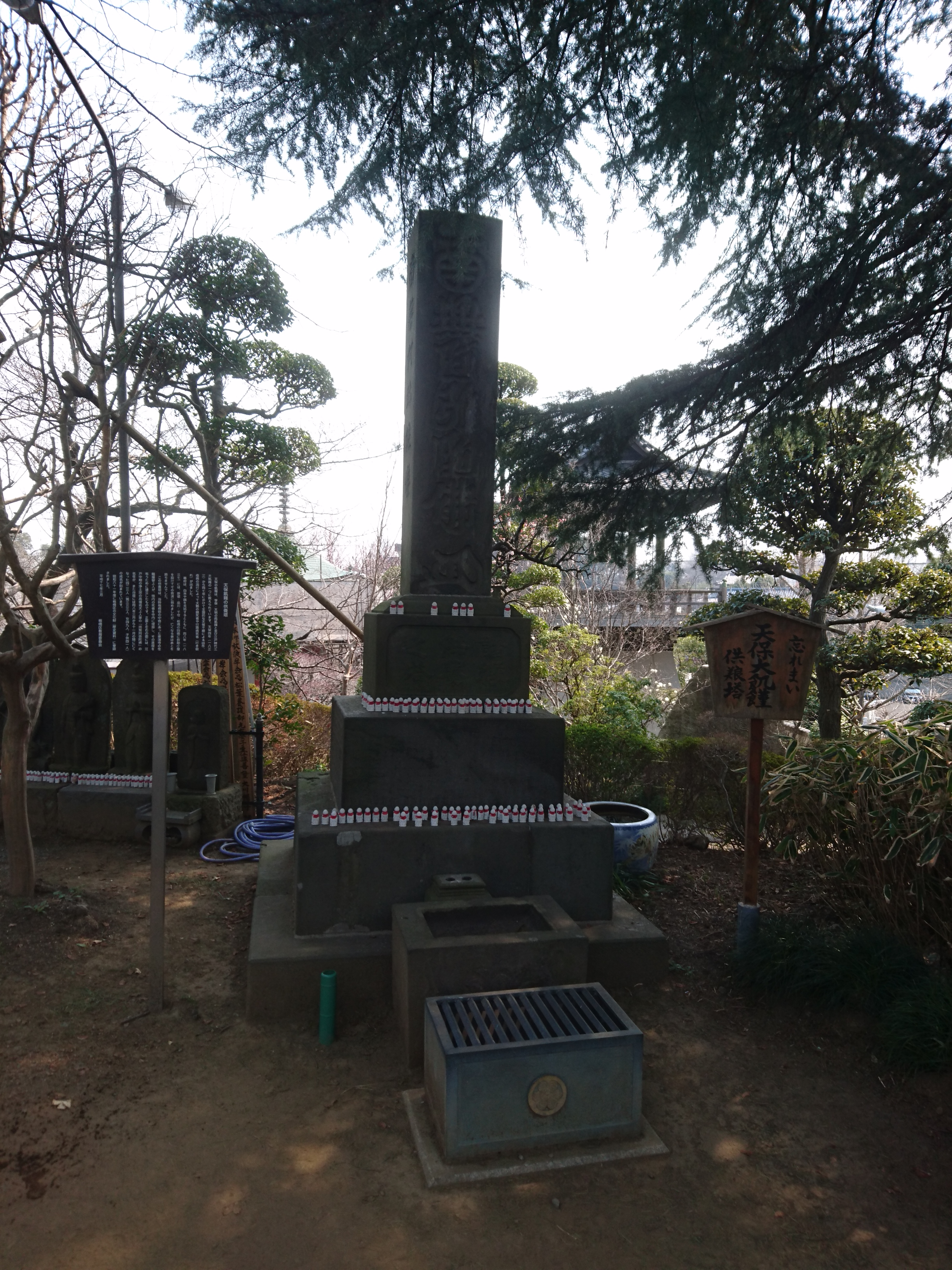
乘蓮寺內的天保飢饉供養塔

天保初年，日本天氣的惡劣情況持續，在天保4年（1833年）6月時東北地方爆發水災，8月時則爆發冷害，當地居民不得不以野菜來果腹，甚至要吃狗肉和貓肉來渡過難關。關東地方亦刮起狂風暴雨，日本全國各地只有平常的三至七成的收成，導致米價上揚，各地出現了餓死、遺棄兒童和騷亂的情況。其中，陸奧國有些地方農作物失收，連三成也沒有，東海道也僅有七成，以關東和東北尤其嚴重。對此，江戶幕府在9月和11月先後向江戶的居民派發了白米三至五升，以解燃眉之急。然而僅接著的兩年仍然欠收，米價暴升，最終在天保7年（1836年）達到巔峰，並且蔓延至北陸地方、九州地方和四國地方以外的日本各地，平均收成僅有四成。江戶幕府在7月至9月則派發白米約六千五百石和約109,000貫，受惠人數約有35萬人，每十日向男性派發五合，女性則是三合，同年11月至同翌年4月再派發白米約15,000，累計41萬人受惠，在同年3月至5月再向各町派發2萬俵的米。另外，幕府也在神田佐久間町、花房町和柳原土手等地設置救小屋，累計收容了約5,800人。天保8年（1837年）時則在品川、板橋、千住和內藤新宿等外圍地區也設置了小屋。除此以外，也推行了多項政策，例如對酒造進行限制、下令零售商減價、出售圍米、蒐羅白米、禁止私藏米等等，藩也各自需要確保自己的米存量，因此流入江戶和大坂的米量大減，大坂當地的富商將川崎和將棊島的圍米分發給大坂的貧苦大眾，但是米量仍然不足夠，而在京都則由京都町奉行向西陣的貧民每戶派發米三升和300文，石門心學講舍亦提供了長期的援助。另外，水戶藩則將援助擴展至乞丐和流浪漢。

## 評價
以東北地方為首的日本各地由於饑荒對策不佳，導致餓死和相關病死人數推測達20至30萬人，單是久保田藩便已經有超過約8萬人死去，佔藩人口達24%，弘前藩的死亡人數則有約3.5萬至7.4萬人。此外，也有研究顯示在饑荒爆發的第一年，日本的人口為3,198萬，饑荒爆發的最後一年時已經跌至3,073萬。儘管如此，死傷人數少於天明大饑荒的理由是寬政年間成立的社倉政策達到一定程度的效果。
天保大饑荒也促使了日本各地爆發一揆、打砸搶和米騷動，例如大鹽平八郎之亂和生田萬之亂等等，曝露了幕藩體制的困境。對此，天保改革的其中一項就是振興農村，二宮尊德、大原幽學和佐藤信淵等人則開始出版救荒書籍。另一方面，搬至蝦夷地松前居住的人也有所增加。

## 外部連結
- 天保の飢饉 （页面存档备份，存于） - Kotobank（日語）